# Holonotus laevithorax
Holonotus laevithorax är en skalbaggsart som först beskrevs av White 1853.  Holonotus laevithorax ingår i släktet Holonotus och familjen långhorningar.
Artens utbredningsområde är:
- Guatemala.
- Honduras.

Inga underarter finns listade i Catalogue of Life.